# Canton de Crèvecœur-le-Grand
Pour les articles homonymes, voir Crèvecœur.

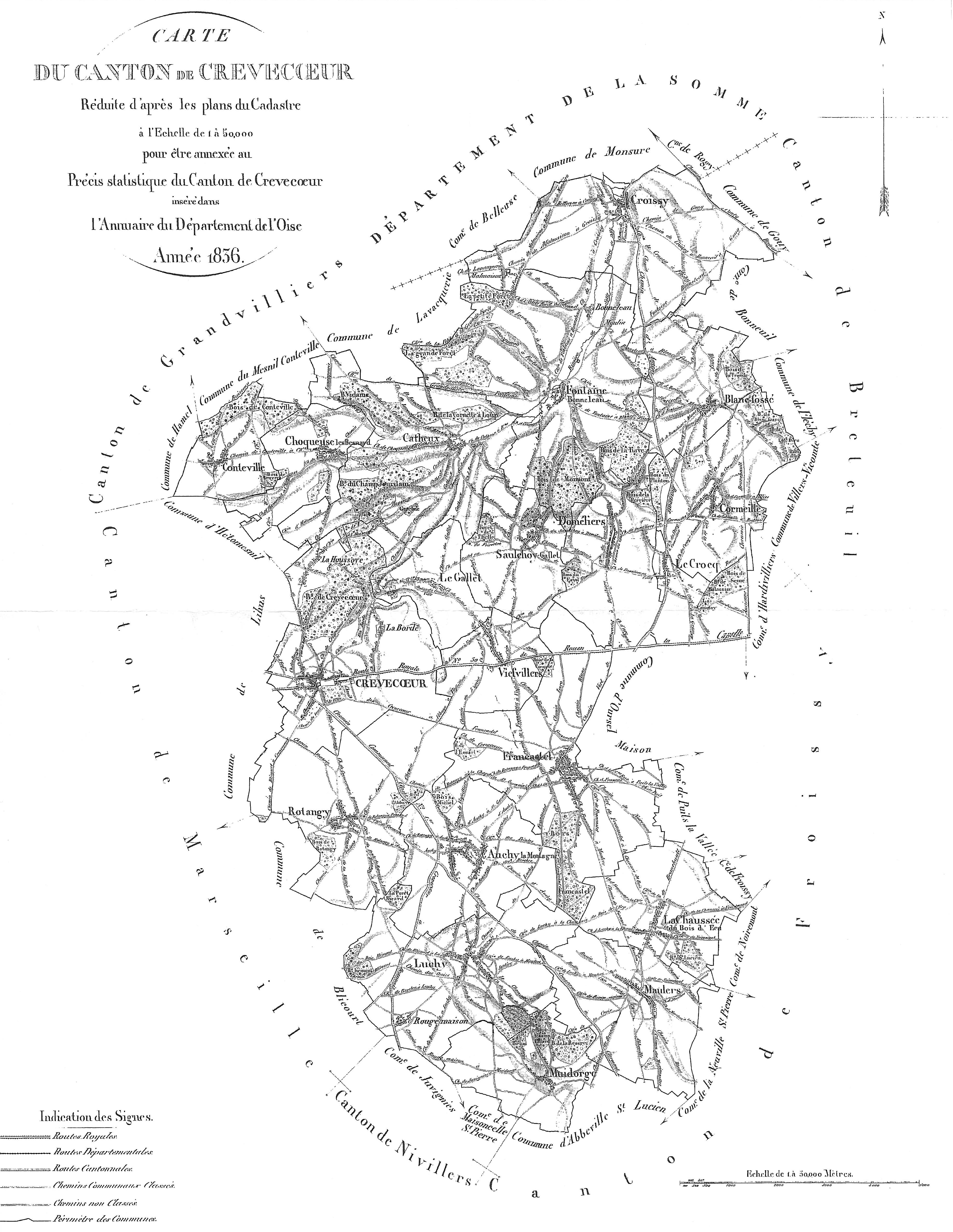
Plan du canton en 1836
Cliquer sur l'image pour la mettre en pleine résolution

Le canton de Crèvecœur-le-Grand est une ancienne division administrative française située dans le département de l'Oise et la région Picardie.

## Géographie
Ce canton a été organisé autour de Crèvecœur-le-Grand dans l'arrondissement de Beauvais. Son altitude varie de 67 m (Croissy-sur-Celle) à 187 m (Le Crocq) pour une altitude moyenne de 150 m.

## Représentation

### Conseillers d'arrondissement (de 1833 à 1940)
Le canton de Crèvecœur-le-Grand appartenait à l'arrondissement de Clermont.
| Période                                  | Période      | Identité                                                 | Étiquette | Qualité |
| ---------------------------------------- | ------------ | -------------------------------------------------------- | --------- | --- |
| 1833                                     | 1843         | Jean Baptiste Florimond Deberny (1795-1859)              |           | Chef de bataillon de la Garde nationale, propriétaire, notaire, conseiller municipal de Crèvecœur           |
| 1843                                     | 1846 (décès) | Prosper Napoléon Bouteille (1806-1846)                   |           | Juge de paix à Crèvecœur                                                                                    |
|                                          |              |                                                          |           | |
| 1852                                     | 1855 (décès) | Pierre Nicolas Bouteille (1803-1855, frère du précédent) |           | Banquier, propriétaire à Crèvecœur                                                                          |
| 1855                                     | 1867         | Pierre François Auguste Judenne-Roisin (1814-1882)       |           | Propriétaire cultivateur à Crèvecœur, suppléant du juge de paix, maitre de la poste aux chevaux             |
| 1867                                     | 1870         | Alexandre Marie Genêt de Châtenay                        |           | Propriétaire à Bonneleau                                                                                    |
| 1870                                     | 1889         | Émile Auguste Rayez fils (1845-1903)                     |           | Propriétaire à Muidorge, juge suppléant à Senlis puis juge à Clermont                                       |
| 1889                                     | 1898         | Nicolas Preschey                                         |           | Propriétaire, maire de Francastel                                                                           |
| 1898                                     | 1901         | Sosthène Letalle (1837-1910)                             |           | Briquetier, maire de Crèvecœur                                                                              |
| 1901                                     | 1906 (décès) | Paul-Vast-Côme-Ernest Peaucellier (1850-1906)            |           | Maire du Gallet                                                                                             |
| 1906                                     |              | Henri Dobrenelle                                         |           | Propriétaire, adjoint au maire de Crèvecœur-le-Grand                                                        |
|                                          |              |                                                          |           | |
| 1919                                     |              | Alfred Ménard                                            | Radical   | Propriétaire à Crèvecœur                                                                                    |
|                                          |              |                                                          |           | |
|                                          | 1940         | Albert Duport-Bordez                                     | Radical   | Marchand de nouveautés, adjoint au maire de Crèvecœur-le-Grand                                              |
| 1940                                     |              |                                                          |           | Les conseils d'arrondissement ont été suspendus par la loi du 12 octobre 1940 et n'ont jamais été réactivés |
| Les données manquantes sont à compléter. |              |                                                          |           | |

### Conseillers généraux de 1833 à 2015
| Période          | Période                   | Identité                                                | Étiquette             | Qualité |
| ---------------- | ------------------------- | ------------------------------------------------------- | --------------------- | --- |
| 1833             | 1835 (démission)          | Marc-Antoine Duvivier (1777-1841)                       |                       | Négociant, adjoint au maire de Clermont |
| 1835             | 1843 (démission)          | Thomas Huvey (1789-1881)                                |                       | Conseiller à la Cour Royale d'Amiens Propriétaire à Clermont Elu en 1843 dans le Canton de Clermont                                                        |
| 1843             | 1859 (décès)              | Jean-Baptiste Florimond Deberny (1795-1859)             |                       | Propriétaire, notaire, maire de Crèvecœur-le-Grand (1847-1859), conseiller d'arrondissement                                                                |
| 1859             | 1870                      | Aymard Antoine François Aimé Comte de Clermont-Tonnerre | Bonapartiste          | Général de brigade Officier d'ordonnance de l'Empereur Napoléon III propriétaire à Achy                                                                    |
| 1870             | 1902 (décès)              | Alexandre Marie Genêt de Châtenay                       | Union des Droites     | Propriétaire à Bonneleau, conseiller d'arrondissement Député (1885-1889)                                                                                   |
| 1902             | 1910 (décès)              | Sosthène Letalle                                        | Républicain           | Maire de Crèvecœur-le-Grand (1896-1910) |
| 1910             | 1913                      | Ernest Philippet-Harlay                                 | Act.lib.              | Grainetier Conseiller municipal de Crèvecœur-le-Grand |
| 1913             | 1941 (démission d'office) | Jammy Schmidt                                           | PRRRS                 | Maire de Crèvecœur-le-Grand Député (1921-1940) Sous-Secrétaire-d'Etat (1925) Président du Conseil Général (1931-1940) Révoqué par le Gouvernement de Vichy |
|                  |                           |                                                         |                       | |
| 1945             | 1958 (décès)              | Maurice Cottin                                          | DVD-RPF puis CNIP-RS  | Fermier Maire de Crèvecœur-le-Grand (1945-1958) |
| 1er février 1959 | 1985                      | Jean Natali                                             | DVD puis UDR puis RPR | Médecin - Sénateur (1965-1992) Maire de Mazzola (Corse) Propriétaire à Neuilly-sur-Seine                                                                   |
| 1985             | 2004                      | Pierre Varlet                                           | RPR puis UMP          | Directeur commercial Maire de Crèvecœur-le-Grand (1977-2001)                                                                                               |
| 2004             | 2015                      | André Coët                                              | UMP                   | Assureur Maire de Crèvecœur-le-Grand (2001-2020) Vice-président de la communauté de communes de Crèvecœur-le-Grand                                         |

## Composition
Le canton de Crèvecœur-le-Grand a groupé 20 communes et a compté 6 965 habitants (recensement de 1999 sans doubles comptes).
| Communes                 | Population (2012) | Code postal | Code Insee |
| ------------------------ | ----------------- | ----------- | ---------- |
| Auchy-la-Montagne        | 439               | 60360       | 60026      |
| Blancfossé               | 119               | 60120       | 60075      |
| Catheux                  | 114               | 60360       | 60131      |
| Choqueuse-les-Bénards    | 60                | 60360       | 60153      |
| Conteville               | 76                | 60360       | 60161      |
| Cormeilles               | 286               | 60120       | 60163      |
| Crèvecœur-le-Grand       | 3 076             | 60360       | 60178      |
| Le Crocq                 | 156               | 60120       | 60182      |
| Croissy-sur-Celle        | 229               | 60120       | 60183      |
| Doméliers                | 203               | 60360       | 60199      |
| Fontaine-Bonneleau       | 287               | 60360       | 60240      |
| Francastel               | 384               | 60480       | 60253      |
| Le Gallet                | 117               | 60360       | 60267      |
| Lachaussée-du-Bois-d'Écu | 166               | 60480       | 60336      |
| Luchy                    | 488               | 60360       | 60372      |
| Maulers                  | 202               | 60480       | 60390      |
| Muidorge                 | 119               | 60480       | 60442      |
| Rotangy                  | 195               | 60360       | 60549      |
| Le Saulchoy              | 84                | 60360       | 60608      |
| Viefvillers              | 165               | 60360       | 60673      |

## Démographie
| 1962  | 1968  | 1975  | 1982  | 1990  | 1999  | 2009 |
| ----- | ----- | ----- | ----- | ----- | ----- | ---- |
| 5 170 | 5 876 | 5 885 | 5 939 | 6 440 | 6 965 | -    |